# Hernán Menosse
Jorge Hernán Menosse Acosta (San Carlos, 28 aprile 1987) è un calciatore uruguaiano, difensore del Dep. Maldonado.

## Caratteristiche tecniche
È un difensore centrale.

## Statistiche

### Presenze e reti nei club
Statistiche aggiornate al 16 gennaio 2018.
| Stagione             | Squadra              | Campionato           | Campionato | Campionato | Coppe nazionali | Coppe nazionali | Coppe nazionali | Coppe continentali | Coppe continentali | Coppe continentali | Altre coppe | Altre coppe | Altre coppe | Totale | Totale | Totale |
| Stagione             | Squadra              | Comp                 | Pres       | Reti       | Comp            | Pres            | Reti            | Comp               | Pres               | Reti               | Comp        | Pres        | Reti        | Pres   | Reti   |        |
| -------------------- | -------------------- | -------------------- | ---------- | ---------- | --------------- | --------------- | --------------- | ------------------ | ------------------ | ------------------ | ----------- | ----------- | ----------- | ------ | ------ | ------ |
| 2009-2010            | Atenas               | PD                   | 16         | 1          |                 | -               | -               |                    | -                  | -                  |             | -           | -           | 16     | 1      |        |
| gen.-giu. 2012       | Montevideo Wanderers | PD                   | 2          | 0          |                 | -               | -               |                    | -                  | -                  |             | -           | -           | 2      | 0      |        |
| 2012-2013            | Montevideo Wanderers | PD                   | 28         | 1          |                 | -               | -               |                    | -                  | -                  |             | -           | -           | 28     | 1      |        |
| Totale Wanderers (M) | Totale Wanderers (M) | Totale Wanderers (M) | 30         | 1          |                 | -               | -               |                    | -                  | -                  |             | -           | -           | 30     | 1      |        |
| 2013-2014            | Recreativo Huelva    | SD                   | 23         | 3          | CR              | 4               | 0               |                    | -                  | -                  |             | -           | -           | 27     | 3      |        |
| 2014-2015            | Recreativo Huelva    | SD                   | 38         | 4          | CR              | 2               | 0               |                    | -                  | -                  |             | -           | -           | 40     | 4      |        |
| Totale Recreativo    | Totale Recreativo    | Totale Recreativo    | 61         | 7          |                 | 6               | 0               |                    | -                  | -                  |             | -           | -           | 66     | 7      |        |
| 2015                 | Once Caldas          | A                    | 13         | 1          | CC              | 6               | 1               |                    | -                  | -                  |             | -           | -           | 19     | 2      |        |
| 2016                 | Once Caldas          | A                    | 20         | 0          | CC              | 6               | 0               |                    | -                  | -                  |             | -           | -           | 26     | 0      |        |
| Totale Once Caldas   | Totale Once Caldas   | Totale Once Caldas   | 33         | 1          |                 | 12              | 1               |                    | -                  | -                  |             | -           | -           | 45     | 2      |        |
| 2016-2017            | Rosario Central      | PD                   | 14         | 0          | CA              | 2               | 0               |                    | -                  | -                  |             | -           | -           | 16     | 0      |        |
| 2017-2018            | Granada              | SD                   | 11         | 0          | CR              | 0               | 0               |                    | -                  | -                  |             | -           | -           | 11     | 0      |        |
| Totale carriera      | Totale carriera      | Totale carriera      | 165+       | 10+        |                 | 20+             | 1+              |                    | -                  | -                  |             | -           | -           | 185+   | 11+    |        |